# Joseph Friedlowsky
Joseph Friedlowsky (né le 11 juillet 1777 à Břevnov (Prague), décédé le 14 janvier 1859, à Vienne) était un clarinettiste autrichien d'origine tchèque.
Il jouait de la clarinette à l'Opéra de Prague. À partir de 1802, il joue à Vienne, au théâtre An der Wien. Plus tard, il devient le premier professeur de clarinette au Conservatoire de Vienne et, à partir de 1822, clarinettiste de la Chapelle de la Cour.
Friedlowski était un proche de Ludwig van Beethoven - on pense que Beethoven l'a consulté pour les parties de clarinette dans ses compositions, après le décès du clarinettiste Joseph Bähr qui avait notamment créé son Trio pour clarinette et violoncelle avec piano no 4 op. 11 (1797). Beethoven a également écrit pour Friedlowski des solos dans plusieurs œuvres majeures, dont la Quatrième Symphonie.
Friedlowski a arrangé la Sonate pour cor et piano opus 17 de Beethoven pour cor de basset,.
Il a eu quatre enfants qui ont fait carrière dans la musique.